# Tchakvi
Tchakvi (en géorgien : ჩაქვი) est une ville d'Adjarie, en Géorgie. Tchakvi est réputée pour ses eaux thermales en Géorgie. Tchakvi est peuplée de 6720 habitants de 2014.

## Géographie
Tchakvi est située à 30 mètres d'altitude et à 12 km de Kobouleti.

## Transport
Tchakvi est desservie par la ligne ferroviaire Batoumi - Samtredia.